# Icta tanaopis
Icta tanaopis är en fjärilsart som beskrevs av Turner 1920. Icta tanaopis ingår i släktet Icta och familjen tofsspinnare. Inga underarter finns listade i Catalogue of Life.